# Neomecopus
Neomecopus är ett släkte av skalbaggar. Neomecopus ingår i familjen vivlar.
Kladogram enligt Catalogue of Life:
| Neomecopus | \| \| Neomecopus subarmatus \| \| \| \| |
|            | \| \| Neomecopus subarmatus \| \| \| \| |
|            | Neomecopus subarmatus                   |
|            |                                         |